# Мелендес, Карлос
Карлос Мелендес Рамирес (исп. Carlos Meléndez Ramirez; 1 февраля 1861, Сан-Сальвадор, Сальвадор — 8 октября 1919, Сан-Франциско, Калифорния, США) — сальвадорский государственный деятель, президент Сальвадора (1913—1914 и 1915—1918).

## Биография
Родился в семье Рафаэля Мелендеса и Мерседес Рамирес. Он был старшим братом президента Сальвадора Хорхе Мелендеса (1919—1923) и зятем Альфонсо Киньонеса Молины, и. о. президента Сальвадора (1914—1915).
Выступил вдохновителем периода, известного в истории Сальвадора как династия Мелендес-Киньонес (1913—1927), периода, когда власть оставалась в руках членов этой семьи землевладельцев.
В феврале 1913 г. после убийства президента Мануэля Энрике Араухо и отставки его заместителя Онофре Дурана был назначен парламентом временно исполняющим обязанности президента Сальвадора. В августе 1914 г. передал полномочия вице-президенту Альфонсо Киньонесу Молине, что позволило ему баллотироваться в качестве кандидата на президентских выборах в марте 1915 г., на которых он одержал победу.
В 1915—1918 гг. — президент Сальвадора, досрочно покинул пост по состоянию здоровья, отправился на лечение в Соединенные Штаты, где и скончался.
Продолжал курс своего предшественника, Мануэля Энрике Араухо. Во время своего первого срока, в июне 1913 г., он создал общенациональную полицию под названием «Корпус общей безопасности» (Cuerpo de Seguridad General). Добился неучастия Сальвадора в Первой мировой войне. В 1915 г. подал в Центральноамериканский суд иск, опротестовывая Договор Брайана — Чаморро, в котором он увидел нарушение суверенитета Сальвадора над районами в заливе Фонсека. Суд его поддержал и 5 августа 1914 г. предписал правительству Никарагуа воздержаться от выполнения договора.
Во время второго президентского срока полномочий, в июне 1917 г. произошло извержение вулкана Сан-Сальвадор, жертвами стихии стали около 1050 человек. Около 9000 домов были полностью разрушены, только 200 остались неповрежденными.